# 阿伊特布阿杜
36°30′N 4°01′E / 36.500°N 4.017°E

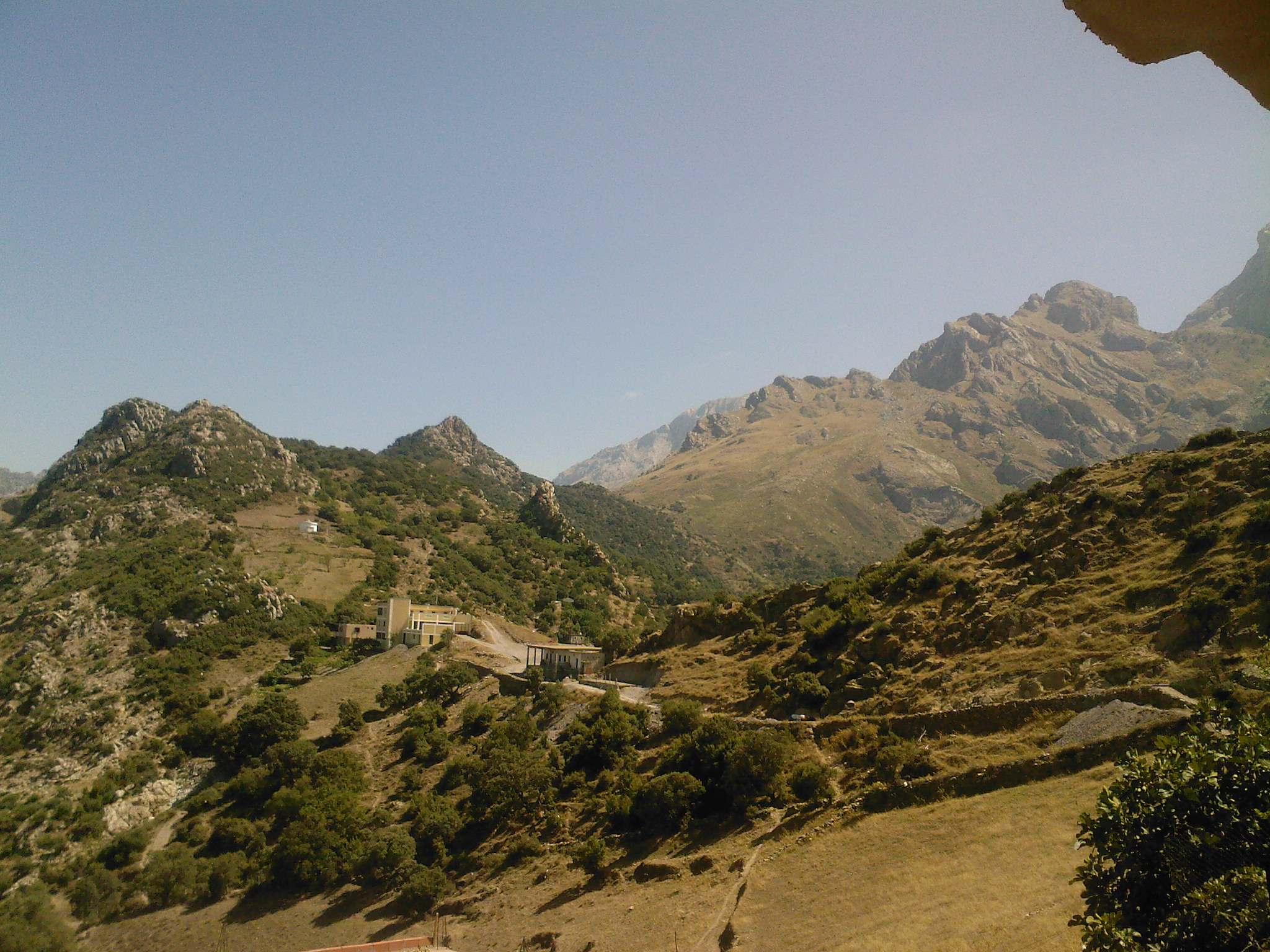

阿伊特布阿杜在阿爾及利亞的位置

阿伊特布阿杜（阿拉伯语：‎），是阿爾及利亞的城鎮，位於該國北部提濟烏祖省，由瓦齊耶區負責管轄，面積39平方公里，2008年人口20,000，人口密度每平方公里509人。